# Crâne surmodelé
Un crâne surmodelé est un crâne de défunt recouvert de diverses matières visant à reconstituer l'aspect d'une tête humaine. Cette technique touchant  à l'art et à la religion est décrite dans de nombreux pays à travers les âges.

## Origines et caractéristiques
Coutume existante depuis le Néolithique, elle est très répandue en Océanie et au Proche-Orient. Elle a pour origine un culte des ancêtres et consiste à recouvrir le crâne sec d'un défunt d'une matière plastique, type terre, argile, cendres, plâtre ou chaux. Les crânes peuvent être agrémentés de pigments, de bijoux, etc. Parfois, des crânes d'animaux sont aussi surmodelés.

## Galerie

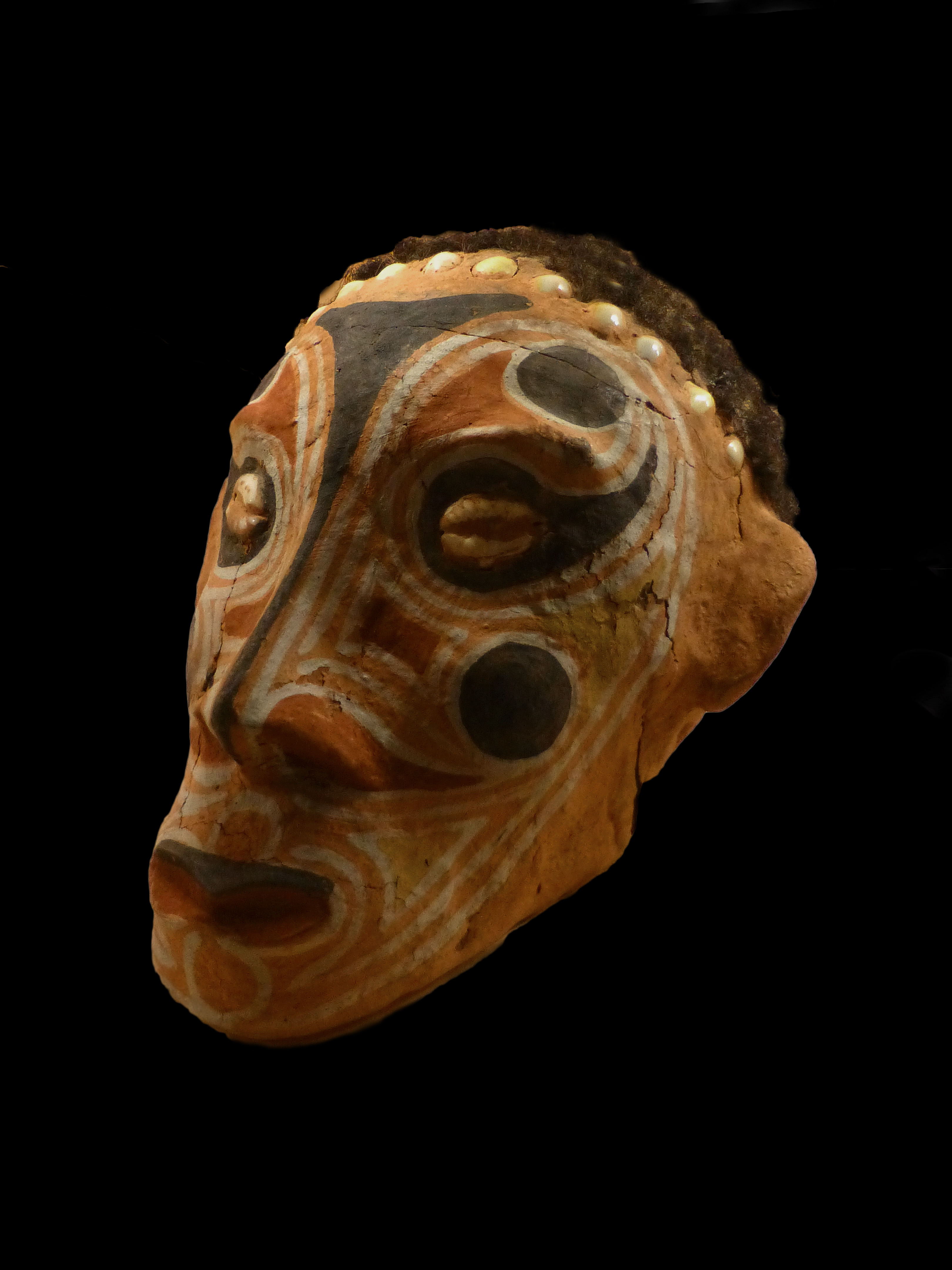
Crâne surmodelé du Vanuatu.
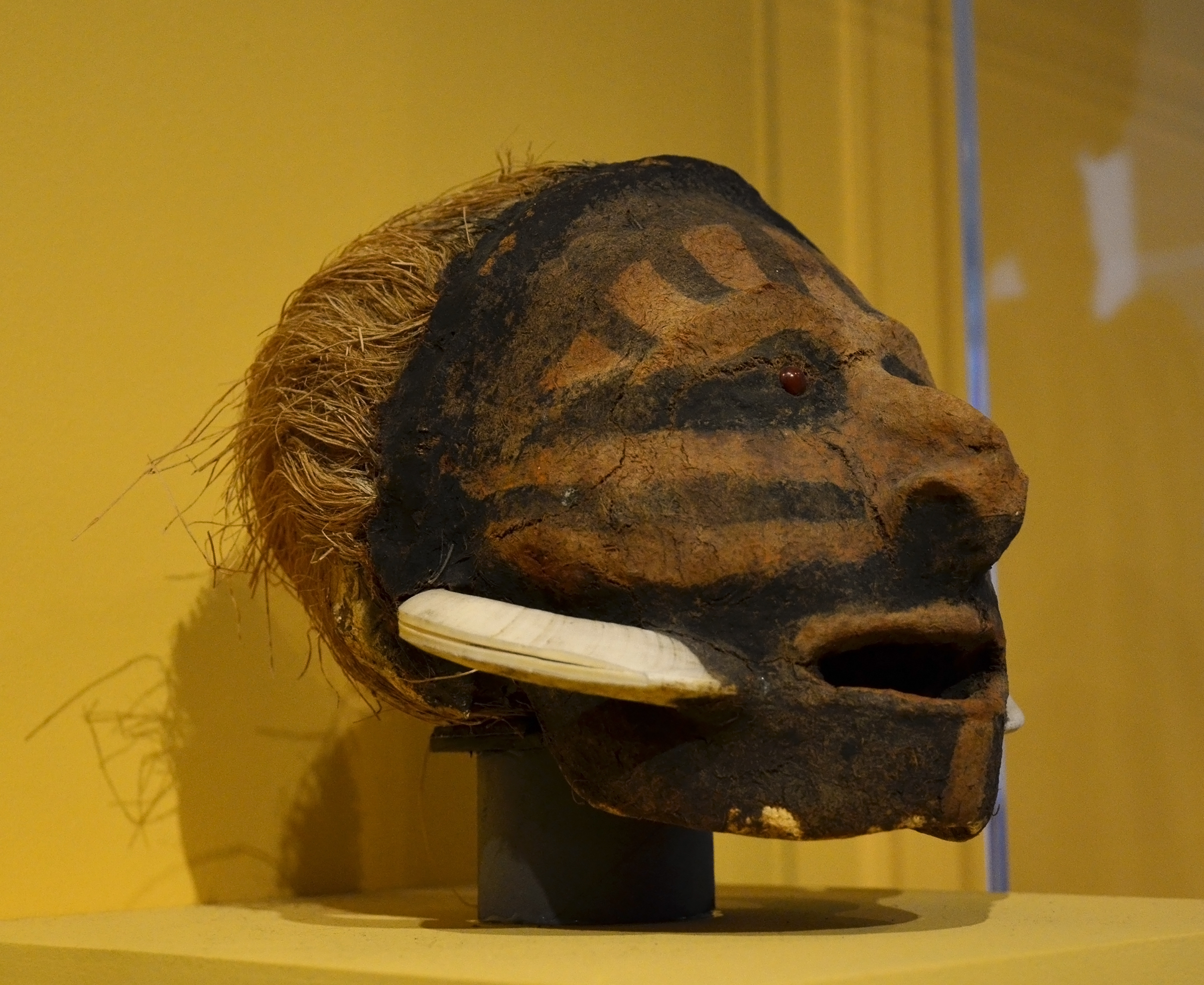
Crâne surmodelé, Vanuatu.
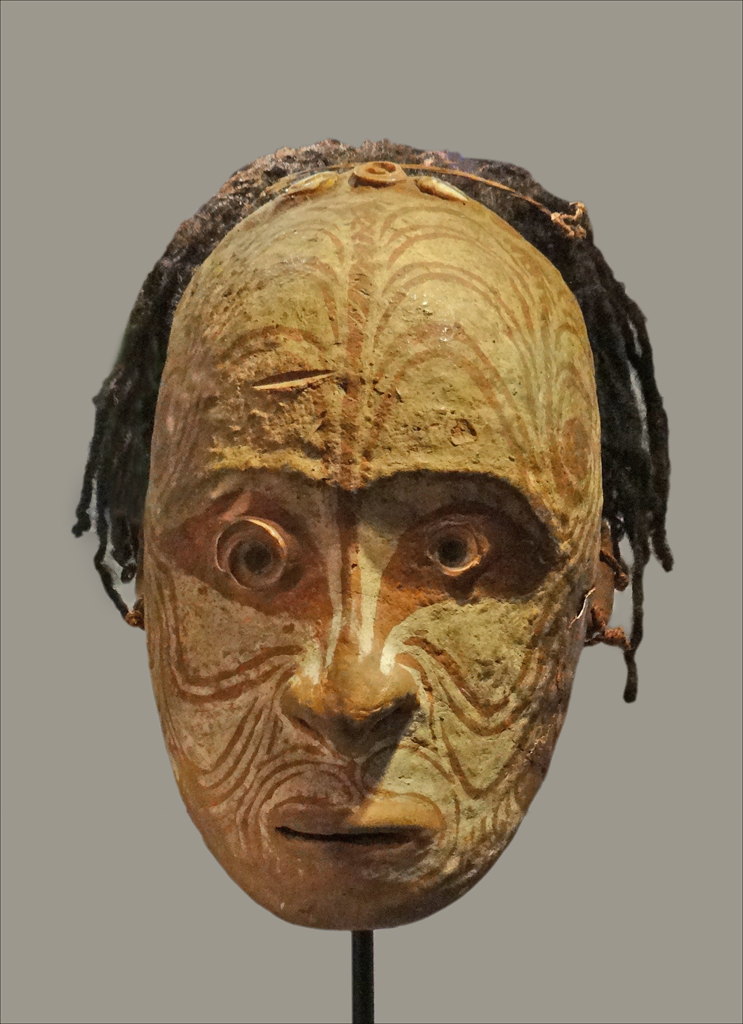
Crâne surmodelé Iatmul, Papouasie-Nouvelle-Guinée (musée du quai Branly)
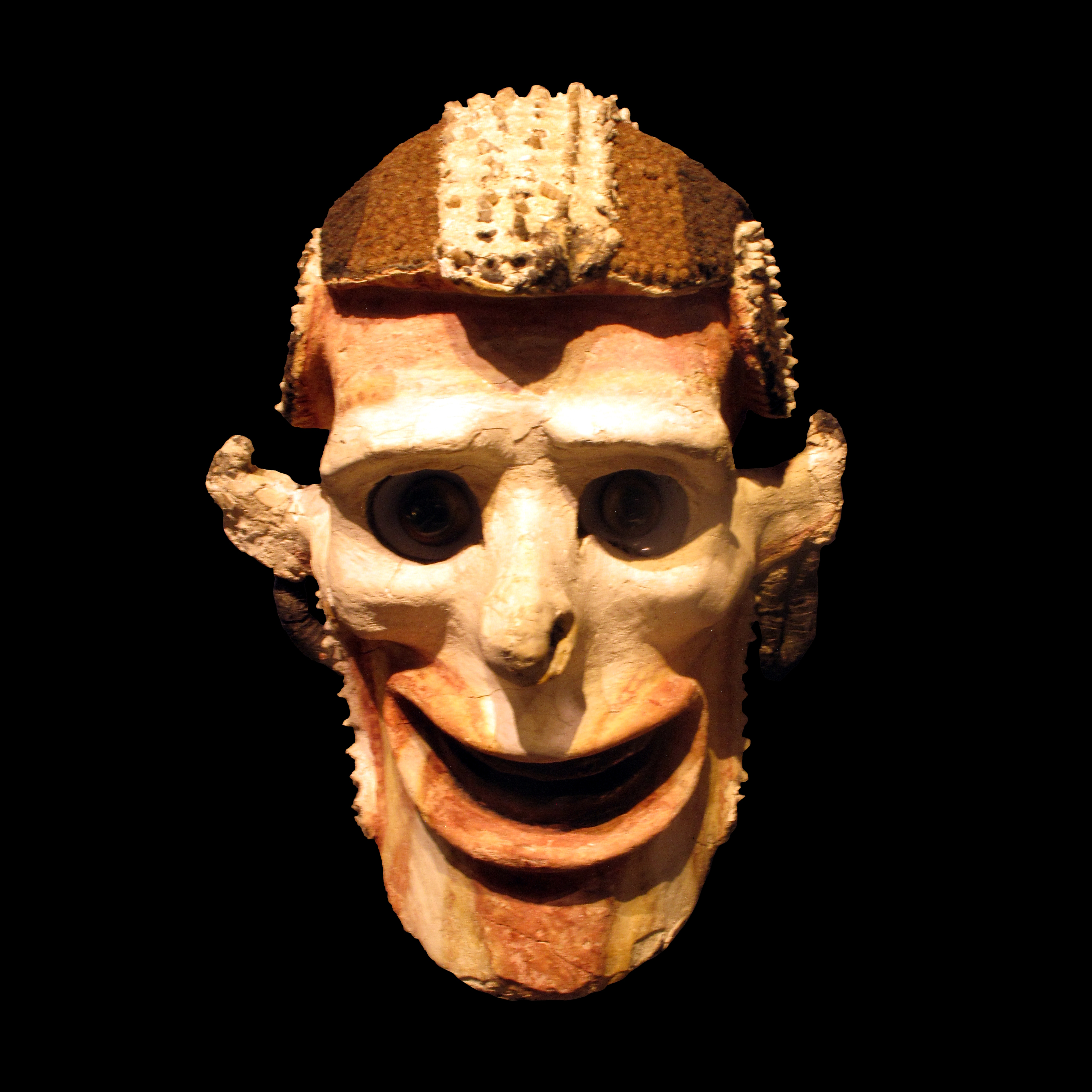
Crâne surmodelé mandak, Papouasie-Nouvelle-Guinée (musée d'ethnographie de Genève), XIXe siècle.
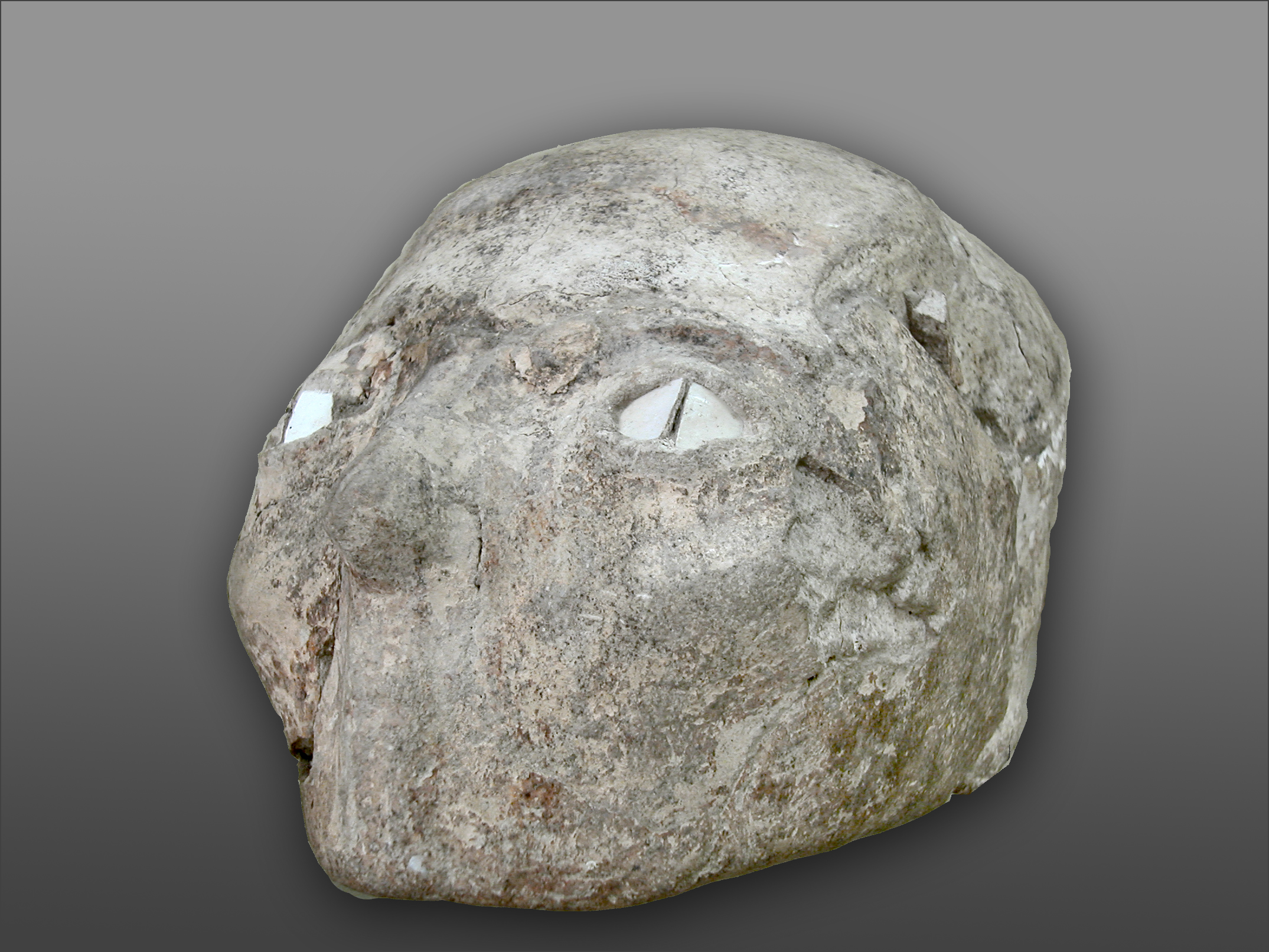
Crâne surmodelé du néolithique conservé au musée archéologique d'Amman.

## Articles annexes
- Crâne
- Masque tatanua
- Art papou